# Weiner (Arkansas)
Pour les articles homonymes, voir Weiner.
La ville américaine de Weiner est située dans le comté de Poinsett, dans l’Arkansas. Sa population s’élevait à 716 habitants lors du recensement de 2010, estimée à 686 habitants en 2016.

## Démographie
| Groupe          | Weiner | Arkansas | États-Unis |
| --------------- | ------ | -------- | ---------- |
| Blancs          | 94,1   | 77,0     | 72,4       |
| Autres          | 2,2    | 3,6      | 6,4        |
| Afro-Américains | 1,8    | 15,4     | 12,6       |
| Métis           | 0,8    | 2,0      | 2,9        |
| Amérindiens     | 0,7    | 0,8      | 0,9        |
| Asiatiques      | 0,3    | 1,2      | 4,8        |
| Total           | 100    | 100      | 100        |
|                 |        |          |            |
| Hispaniques     | 1,6    | 6,4      | 16,7       |

Selon l'American Community Survey, pour la période 2011-2015, 98,86 % de la population âgée de plus de 5 ans déclare parler l'anglais à la maison et 1,14 % l’espagnol.
| 1910 | 1920 | 1930 | 1940 | 1950 | 1960 |
| ---- | ---- | ---- | ---- | ---- | ---- |
| 232  | 412  | 537  | 447  | 644  | 669  |

| 1970 | 1980 | 1990 | 2000 | 2010 | - |
| ---- | ---- | ---- | ---- | ---- | - |
| 715  | 750  | 655  | 760  | 716  | - |

## Source
- (en) Cet article est partiellement ou en totalité issu de l’article de Wikipédia en anglais intitulé « Weiner, Arkansas » (voir la liste des auteurs).

1. ↑  (en) « Weiner, AR Population - Census 2010 and 2000 », sur censusviewer.com.
2. ↑  (en) « Population of Arkansas - Census 2010 and 2000 », sur censusviewer.com.
3. ↑  (en) « Language spoken at home by ability to speak English for the population 5 years and over », sur factfinder.census.gov.
4. ↑  « Statistiques des États-Unis - Arkansas - Profils des communautés de 2010 » (consulté en novembre 2020)